# Románia az 1948. évi téli olimpiai játékokon
Románia a svájci St. Moritzban megrendezett 1948. évi téli olimpiai játékok egyik részt vevő nemzete volt. Az országot az olimpián 1 sportágban 7 sportoló képviselte, akik érmet nem szereztek.

## Alpesisí
Férfi
| Versenyző       | Versenyszám | 1. futam | 1. futam | 2. futam | 2. futam | Összesítés | Összesítés |
| Versenyző       | Versenyszám | Idő      | Hely.    | Idő      | Hely.    | Idő        | Helyezés   |
| --------------- | ----------- | -------- | -------- | -------- | -------- | ---------- | ---------- |
| Mihai Bîră, Sr. | Lesiklás    |          |          |          |          | 3:52,3     | 71.*       |
| Ion Coliban     | Lesiklás    |          |          |          |          | 3:49,2     | 66.        |
| Ion Coliban     | Műlesiklás  | 1:30,1   | 41.      | 1:18,8   | 38.      | 2:48,9     | 39.        |
| Dumitru Frăţilă | Lesiklás    |          |          |          |          | 3:39,3     | 57.        |
| Imre Béla       | Műlesiklás  | 1:57,4   | 57.      | 1:40,3   | 58.      | 3:37,7     | 57.        |
| Vasile Ionescu  | Lesiklás    |          |          |          |          | 3:54,1     | 74.*       |
| Radu Scîrneci   | Lesiklás    |          |          |          |          | 3:35,0     | 51.        |
| Radu Scîrneci   | Műlesiklás  | kizárták | kizárták | kiesett  | kiesett  | kiesett    | kiesett    |
| Dumitru Sulică  | Lesiklás    |          |          |          |          | 3:39,4     | 58.        |
| Dumitru Sulică  | Műlesiklás  | 1:27,2   | 37.      | 1:20,7   | 43.      | 2:47,9     | 38.        |

| Versenyző       | Versenyszám | Lesiklás | Lesiklás | Lesiklás | Műlesiklás | Műlesiklás | Műlesiklás | Műlesiklás | Műlesiklás | Műlesiklás | Műlesiklás | Összesítés | Összesítés |
| Versenyző       | Versenyszám | Lesiklás | Lesiklás | Lesiklás | 1. futam   | 1. futam   | 2. futam   | 2. futam   | Össz.      | Össz.      | Össz.      | Összesítés | Összesítés |
| Versenyző       | Versenyszám | Idő      | Pont     | Hely.    | Idő        | Hely.      | Idő        | Hely.      | Idő        | Pont       | Hely.      | Pont       | Helyezés   |
| --------------- | ----------- | -------- | -------- | -------- | ---------- | ---------- | ---------- | ---------- | ---------- | ---------- | ---------- | ---------- | ---------- |
| Ion Coliban     | Összetett   | 3:49,2   | 30,02    | 50.      | 1:36,0     | 39.        | 1:15,4     | 26.*       | 2:51,4     | 16,10      | 37.        | 46,12      | 41.        |
| Dumitru Frăţilă | Összetett   | 3:39,3   | 24,61    | 42.      | 1:41,7     | 50.        | 1:21,4     | 42.*       | 3:03,1     | 21,27      | 44.*       | 45,88      | 40.        |
| Vasile Ionescu  | Összetett   | 3:54,1   | 32,67    | 56.*     | 1:45,8     | 56.*       | 1:34,4     | 61.        | 3:20,2     | 28,81      | 60.        | 61,48      | 53.        |
| Dumitru Sulică  | Összetett   | 3:39,4   | 24,72    | 43.      | 1:41,5     | 49.        | 1:22,8     | 47.        | 3:04,3     | 21,80      | 47.        | 46,52      | 42.*       |

* - egy másik versenyzővel azonos eredményt ért el